# Franz Ruttner
Franz Ruttner (1882, Vápenný Podol - 1961, Friburgo de Brisgovia) fue un naturalista, hidrobiólogo, escritor, y limnólogo alemán. Fue jefe de largo plazo de la Estación Biológica en Lunz am See.

## Biografía
Franz Ruttner se considera un "clásico" entre los limnólogos alemán-austriaco. Nacido en Bohemia del Norte, hijo de un ingeniero forestal. Produjo después de finalizar sus estudios (en Praga con el botánico Hans Molisch, disertando con su tesis. "Los microorganismos de la línea de agua de Praga" 1906) a la Baja Austria y en 1908 se convirtió en jefe administrativo del año 1905 Carl Kupelwieser, fundada en la Estación Biológica de Lunz am See. La estación fue durante la Primera Guerra Mundial cerrada temporalmente. En 1924 es miembro de la Sociedad Kaiser Wilhelm (ahora Sociedad Max Planck), que apoyó la Academia de Ciencias de Austria, recién fundada y Franz Ruttner fue director del Instituto. Entre 1928-1929 emprendió con colegas Heinrich Fuego Born y August Thienemann y el químico Karl Herrmann el primer viaje de investigación limnológico a los trópicos (Indonesia). Dirigió la Estación Biológica Lunz hasta su retiro en 1957 y murió en 1961 en Lunz. Uno de sus más importantes servicios científicos fue la prueba de la asimilación de bicarbonato en los macrófitos sumergidos más altos (como Elodea).
En 1940, escribió un clásico "Plan de Limnología", de 250 pp. con una visión general acumulada de la limnología con capítulos cortos y sobre los ríos y pantanos. Esa obra se tradujo a once idiomas.

## Algunas publicaciones
- 1962. Grundriß der Limnologie (Plan de Limnología) 3ª ed. DeGruyter, Berlín.

## Honores

### Eponimia
Honrándolo, una serie de simposios limnológicos se nombraron, organizado por la Academia Bávara para la Conservación de la Naturaleza en 2012 en Seeon, iniciada y dirigida por estudiantes Ruttners Otto Siebeck.
- (Melastomataceae) Sonerila ruttneri Ridl.[1]

### Membresías
- Societas pro fauna et flora fennica
- Rhein-Museum Koblenz
- Deutsche Akademie der Naturforscher Leopoldina
- Deutsche Zoologische Gesellschaft

## Fuente
- Esta obra contiene una traducción  derivada de «Franz Ruttner» de Wikipedia en alemán, concretamente de esta versión, publicada por sus editores bajo la Licencia de documentación libre de GNU y la Licencia Creative Commons Atribución-CompartirIgual 4.0 Internacional.
- La abreviatura «Ruttner» se emplea para indicar a Franz Ruttner como autoridad en la descripción y clasificación científica de los vegetales.[2]